# SkyFish
SkyFish（スカイフィッシュ）は、合資会社スカイ・フィッシュのアダルトゲームブランドである。合資会社スカイ・フィッシュは、株式会社エフアンドシー（F&C）の子会社のひとつであった有限会社ドリームソフトの所属スタッフが独立して設立された。代表はシナリオライターでもあるひろもりさかな。第1作目からコンテンツ・ソフト協同組合（CSA）の審査を受けている。

## 作品一覧
- 2006年 - 白銀のソレイユ 〜Valkyr in Love〜 シリーズ[1]
  - 2006年7月21日 - 第1話 ユル -復活-
  - 2006年8月21日 - 第2話 テュール -勝利-
  - 2006年9月21日 - 第3話 ナウシズ -束縛-
  - 2006年10月21日 - 第4話 ラド -変化-
  - 2006年11月21日 - 第5話 ペイオース -秘密-
  - 2006年12月21日 - 第6話 ソエル -太陽-

### SkyFish
| #  | 発売日         | タイトル                                                    | 原画                                                       | シナリオ                            |
| -- | -------------- | ----------------------------------------------------------- | ---------------------------------------------------------- | ----------------------------------- |
| 1  | 2006年12月15日 | ふぁみ☆すぴ!! 〜FamiliarSpirits!!〜                         | KIMちー、香月☆一、 山岡治郎、翼卵、蔓木鋼音                | 巳無月                              |
| 2  | 2007年3月30日  | 白銀のソレイユ -Successor of Wyrd- ≪運命の継承者≫           | 蔓木鋼音                                                   | 素浪人、巳無月                      |
| 3  | 2007年10月26日 | はるかぜどりに、とまりぎを。                                | 蔓木鋼音、唐辛子ひでゆ                                     | 素浪人、巳無月                      |
| 4  | 2008年4月25日  | 鋼炎のソレイユ -ChaosRegion-                                | 蔓木鋼音、さえき北都                                       | 素浪人、巳無月、 弘森魚、神楽坂ナオ |
| 5  | 2008年10月24日 | キスよりさきに恋よりはやく                                  | 唐辛子ひでゆ                                               | 巳無月、素浪人、弘森魚              |
| 6  | 2009年6月26日  | Primary 〜Magical★Trouble★Scramble〜                        | 蔓木鋼音                                                   | 巳無月、素浪人、弘森魚              |
| 7  | 2010年1月29日  | はるかぜどりに、とまりぎを。 2nd Story 〜月の扉と海の欠片〜 | 蔓木鋼音、唐辛子ひでゆ、 ひなた睦月、ゆき恵、コバぴょん    | 弘森魚、御厨みくり、 巳無月、素浪人 |
| 8  | 2010年12月24日 | よついろ★パッショナート!                                    | ひなた睦月                                                 | 巳無月、宮村優                      |
| 9  | 2011年2月25日  | 蒼穹のソレイユ 〜FULLMETAL EYES〜                           | 蔓木鋼音                                                   | 素浪人、弘森魚                      |
| -  | 2012年2月24日  | ソレイユ トリニティパック プラス                            |                                                            |                                     |
| 10 | 2012年4月27日  | 虹翼のソレイユ-vii's World-                                 | 満月○、蔓木鋼音、 ひなた睦月、ゆき恵                       | 素浪人、宮村優、 児玉新一郎、弘森魚 |
| 11 | 2012年9月28日  | 九十九の奏〜欠け月の夜想曲〜                                | さえき北都                                                 | 弘森魚、児玉新一郎、素浪人          |
| 12 | 2013年4月26日  | Guardian☆Place〜ドエスな妹と3人の嫁〜                       | 蔓木鋼音、さえき北都、 ひなた睦月、小林ちさと、 ヲリ（SD） | 宮村優、素浪人、児玉新一郎          |
| 13 | 2014年1月31日  | 新・白銀のソレイユ -ReANSWER-                               | ちょびぺろ                                                 | 素浪人、弘森魚                      |
| 14 | 2016年5月27日  | 瑠璃の檻 ルリ・ノ・イエ -DOMINATION GAME-                   | 田丸まこと、こばぴょん、 クマトラ、伊藤第九                | 弘森魚                              |
| 15 | 2017年8月25日  | BLADE×BULLET 金輪のソレイユ                                 | るび様、なえなえ、 六九導イツキ、ヲリ                      | 弘森魚                              |

なお、スクリプトエンジンには、F&Cの過去作品で採用されていたExHIBIT / retouchが設立当初から継続して採用されている。

### SkyFish poco
- 2011年8月26日 - ぽちとご主人様
- 2013年8月30日 - にゃんカフェマキアート 〜猫がいるカフェのえっち事情〜
- 2014年11月28日 - BunnyParadise ばにぱら〜恋人全員バニー化計画〜
- 2015年12月25日 - わんにゃん☆アラモード! 〜どっちにするの? わんにゃんHなカフェ事情!〜
- 2016年8月31日 - 星空TeaParty ～第1話「冒険」始めました～
- 2016年11月22日 - 星空TeaParty ～第2話「宝の地図」見つけましたか?～
- 2017年1月27日 - 星空TeaParty ～第3話「さよなら」と少女は言った。～
- 2017年3月24日 - 星空TeaParty えくすとら ～「恋愛」はじまりました!～
- 2018年4月27日 - こねこねこねこ

### Cabbit
- 2011年10月28日 - 翠の海 -midori no umi-
- 2012年12月21日 - キミへ贈る、ソラの花
- 2014年10月31日 - 箱庭ロジック
- 2016年6月24日 - 箱庭ロジック〜瑚子といちゃらぶSM生活〜
- 2020年9月25日 - 鍵を隠したカゴのトリ -Bird in cage hiding the key-[4]

### Carol Works
- 2015年11月27日 - えむリア! 俺がドMになったのはどう考えてもお前らが悪い
- 2016年4月28日 - ボクの××は寮生たちの特権です!
- 2017年3月24日 - えむリア! ボクの××は寮生たちの特権です! Wパッケージ
- 2017年5月26日 - お嬢様と憐れな（こ）執事
- 2018年3月30日 - 夏色ラムネ
- 2018年9月28日 - ボクのあまやかせいかつ‐星湘町観光課、毎日えっちなロコドル活動！‐

## 主なスタッフ
原画
- 唐辛子ひでゆ
- ひなた睦月

シナリオ
- 素浪人
- 巳無月
- ひろもりさかな
- 御厨みくり

音楽
- Little Wing（外注）

元スタッフ
- 蔓木鋼音（原画、2011年12月からフリー[5]）

## 関連するネットラジオ番組
いずれも配信はロックンバナナ。
- ソレ・ラジ - 『白銀のソレイユ』の連動番組。
- はるとま。と- - 『はるかぜどりに、とまりぎを。』の連動番組。
- キス恋 Radio - 『キスよりさきに恋よりはやく』の連動番組。